# Zvest Apollonio
Zvest Apollonio (Capodistria, 15 maggio 1935 – Bertocchi, 25 marzo 2009) è stato un pittore e scenografo sloveno, di origine italo-slovena e di fama internazionale. L'artista si è dedicato con successo anche alla grafica, alla scultura e alle arti minori.

## Biografia
Nasce a Bertocchi (in sloveno Bertoki), centro appartenente al comune di Capodistria, da padre italiano e madre slovena e cresce nell'infanzia in un ambiente perfettamente bilingue. Nel 1960 si laurea presso l'Accademia di Belle Arti di Lubiana (ALU - Ljublianska akademija za likovno umetnost). Qualche anno più tardi, dopo essersi specializzato in pittura sotto la guida di Gabrijel Stupica, inizia ad insegnare come docente nello stesso istituto, divenendo in breve tempo responsabile del settore grafico dell'Accademia. In gioventù si dedica con successo anche alla grafica per poi, a partire dagli anni ottanta, venire assorbito quasi completamente dalla pittura. Restato sempre legato all'Istria e alle sue genti, vive e lavora prevalentemente, negli ultimi due decenni della propria esistenza, a Portorose, non lontano dal suo paese natale, Bertocchi, dove muore nel marzo 2009.

## Un artista legato alla sua terra
Artista dotato di una spiccata personalità, Zvest Apollonio ha voluto descrivere la sua terra, l'Istria, e più in generale il mondo mediterraneo, con un colorismo acceso frutto di una ricerca costante che ha conferito alla sua arte un sempre maggiore arricchimento rappresentativo. Negli ultimi anni della sua esistenza è anche approdato a una forma di sensualità solare, di matrice classicheggiante. La sua pittura, profondamente originale e non ascrivibile a nessuna scuola specifica, è animata spesso da un senso visionario e da un gusto per la spettacolarità che lo ha portato a maturare un forte interesse per la scenografia. Le sue inquietudini e versatilità lo hanno spinto a dedicarsi, negli anni sessanta e settanta, alla grafica, dove Apollonio ha raggiunto una perfezione formale unica, e, talvolta, anche alle cosiddette arti minori, ed in particolare alla ceramica, con risultati di alto livello qualitativo. Alcune fra le sue creazioni più significative si possono oggi ammirare presso il Museo d'arte moderna di Lubiana (Moderna galerija), massimo centro espositivo di pittura contemporanea della Slovenia. Zvest Apollonio è considerato uno fra i massimi artisti sloveni della seconda metà del novecento e dei primi anni del XXI secolo.

## Premi e riconoscimenti
Fra i molti premi e riconoscimenti tributati all'artista possiamo citare:
- 1959 - Primo premio conferito all'artista ventiquattrenne nella città di Belgrado, in occasione della rassegna iugoslava sulla Creatività artistica dei giovani. Per sua stessa ammissione questo è il riconoscimento cui il pittore si sente più legato;
- 1973 - Medaglia d'oro, nella città di Pompei, in occasione della rassegna de I protagonisti di Pompei;
- 1976 - Premio speciale della critica alla Biennale della grafica europea di Mulhouse. Tale biennale è considerata una fra le manifestazioni più prestigiose nel settore della grafica a livello internazionale;
- 1984 - Conferimento del Premio Rihard Jakopič, a Lubiana, uno fra i massimi riconoscimenti che si possano tributare in Slovenia ad un artista.

## Curiosità
- Zvest Apollonio era solito comunicare con suo padre in italiano e con sua madre in sloveno, mentre la lingua estera che più amava era il francese. Nel 1955 vinse anche un viaggio premio a Parigi offertogli dalla sua scuola, il Ginnasio di Capodistria[1].
- Nel marzo del 2007 si è tenuta a Gorizia, presso i Musei provinciali di Borgo Castello, la più completa e significativa retrospettiva di pittura e scultura slovene della seconda metà del XX secolo mai organizzata in Italia (Arte slovena contemporanea 1945-2000). Non è mancato un grande successo di critica e di pubblico. Ammiratissime le creazioni di Zvest Apollonio, unanimemente ritenuto uno fra i più significativi pittori sloveni del suo tempo.